# Putiatino (obwód orenburski)
Putiatino (ros. Путятино) – wieś (sieło) w Rosji, w obwodzie orenburskim, w rejonie szarłyckim. W 2010 liczyła 546 mieszkańców.